# Панков, Илья Михайлович
Илья Михайлович Панков (2 августа 1922, деревня Соколовка ныне Венёвский район, Тульская область — 30 июня 2011, Москва) — советский военнослужащий, инженер-испытатель, полковник-инженер, Герой Советского Союза. Участник Великой Отечественной войны. Один из наиболее результативных лётчик-штурмовиков в годы Великой Отечественной войны.

## Происхождение
Илья Михайлович Панков родился в крестьянской семье. Отец — Михаил Федорович Панков работал наёмным рабочим на крупного помещика. Был убит ночью в 1944 году, когда работал на мельнице. Мать — Мария Петровна Панкова (урождённая Назарова).

## Краткая биография
Илья Михайлович Панков родился 2 августа 1922 года в деревне Соколовка Венёвского уезда Тульской губернии.
1938—1940 — студент Московского техникума имени «Октябрьской революции» НКПС.
1940 — курсант Олсуфьевской военно-авиационной школы пилотов.
1940—1942 — курсант Балашовской военно-авиационной школы пилотов.
1942 — лётчик 34-го запасного авиационного полка.
1942—1943 — обучение в 34-м запасном авиационном полку, дислоцировавшемся в городе Ижевске Удмуртской АССР.
1943—1944 — лётчик 783 шап.
1944—1946 — командир эскадрильи 783 шап.
1947—1949 — зам. командира в/ч 53904.
1949—1955 — слушатель академии имени Жуковского (окончил с красным дипломом).
1955 — старший инспектор-лётчик управления боевой подготовки ВВС.
1955—1971 — ведущий инженер в/ч 52526.
1971—1983 — зам. командира аэродрома Чкаловский.

## Военная биография
Панков участвовал в боях против немецких захватчиков с 6 мая 1943 года. За период боевых действий совершил 96 боевых вылета ведущим групп на уничтожение техники и живой силы противника. Лично сбил 2 самолёта противника: Ме-109 и Fw 190, так же поразил 2 самолёта на аэродромах. Всего Панков уничтожил: 6 самолётов противника, немецкий корабль, огромное количество живой силы противника. В годы войны Илья Михайлович Панков не потерпел ни одного поражения в воздушных боях. Был сбит один раз на Курской дуге, и упал на минное поле, под покровом ночи ему помогли выбраться советские солдаты.
Участвовал в летних боях в 1943 году по ликвидации перешедших в наступление немецких войск на Курской дуге, а затем, сломив его сопротивление, поддерживал с воздуха наступление наших войск на Орловском, Карачевском и Брянском направлениях. Действуя в условиях сильного прикрытия целей зенитными средствами и истребителями противника тов. Панков произвёл 12 успешных боевых вылетов.
С 20 октября 1943 года участвовал в операциях по уничтожению Невельской группировки войск противника. Действуя также в сложных метеорологических условиях и при сильном противодействии зенитной артиллерии и истребительной авиации противника совершил 6 успешных боевых вылетов.
С 24 июня Панков в составе частей 4 ШАП 1-го Белорусского фронта участвовал в поддержании с воздуха наступлению 9-го танкового корпуса при прорыве глубоко-эшелонированной обороны противника на реке Днепр и в уничтожении окружённой группировки немецких войск в районе города Бобруйска, так же участвовал в освобождении городов: Слуцка, Барановичи, Слонима, Волковыска, Минска, Бреста и городов крепостей Остроленка, Осовец, Кёнигсберг.
С 14 января 1943 года в составе частей 2-го Белорусского фронта также участвовал в прорыве сильно укреплённой обороны немцев. Совершил 17 успешных боевых вылетов. В этих боях тов. Панков показал высокий класс техники пилотирования и вождения групп в сложных метеорологических условиях и при базировании на отдалённых аэродромах.

## Результаты боевых вылетов
Результаты И. М. Панкова на дату третьего представления к присвоению звания Героя Советского Союза.
| № п/п | тип                      | количество |
| ----- | ------------------------ | ---------- |
| 1     | солдат                   | более 2500 |
| 2     | автомашин                | 720        |
| 3     | самолетов                | 8          |
| 4     | танков                   | 40         |
| 5     | повозок                  | 370        |
| 6     | паровозов                | 4          |
| 7     | дзотов                   | 38         |
| 8     | батарей артиллерии       | 22         |
| 9     | складов с боеприпасами   | 14         |
| 10    | складов с горючим        | 3          |
| 11    | шоссейных мостов         | 4          |
| 12    | железнодорожных составов | 3          |
| 13    | кораблей                 | 1          |

## Подвиги Панкова
- 16.1.1945 года ведущий 8 Ил-2 летал на штурмовку переправы через реку Дзялдовка, прикрытой сильным вражеским огнём на западном берегу реки. На втором заходе прямым попаданием вражеского снаряда у самолёта Панкова были сильно повреждены рули глубины и рули поворота, самолёт стал плохо управляем, но тов. Панков не вышел с поля боя и не бросил группу, а выполнил успешно боевую задачу и посадил всю группу на аэродром. Затем сам произвёл отличную посадку без рулей глубины и на одно колесо, второе было пробито осколком снаряда.

- 22.1.1945 года ведущий 6 Ил-2 летал на штурмовку железнодорожного эшелона на перегоне Фольваль-Заагель. Несмотря на сильное прикрытие цели и станций противника на состав произвёл 2 захода, разбомбил и поджёг его. Подтверждено произведённым фотографированием.

- 26.3.1945 года ведущим 8 Ил-2 штурмовал живую силу и технику противника. В результате нанесенного удара был взорван склад с боеприпасами и подожжено 6 автомашин. При отходе от цели группа была атакована 4 Fw 190, тов. Панков дал команду по радио встать в оборонительный круг и огнём всех экипажей отбил 3 атаки истребителей противника. Группа без потерь возвратилась на свой аэродром.

За время войны старший лейтенант И. М. Панков трижды представлялся к званию Героя Советского Союза.
Указом Президиума Верховного Совета СССР от 18 июля 1945 года за образцовое выполнение заданий командования и проявленные мужество и героизм в боях с немецко-фашистскими захватчиками старшему лейтенанту Илье Михайловичу Панкову присвоено звание Героя Советского Союза с вручением ордена Ленина и медали «Золотая Звезда» № 7970.

## Отзывы
Константин Андреевич Вершинин, Главный Маршал авиации, Герой Советского Союза:
…Тов. Панков является одним из лучших ведущих групп 6-8-12 самолётов. Группы водит в сложных метеорологических условиях при максимальной насыщенности зенитной артиллерии противника. Наземные части всегда восхищены и благодарны, когда работает на их участке группа ст. лейтенанта Панкова.
Ю. Н Рогожин, подполковник авиации:
Ценю его вклад в развитие авиации, уважаю как ветерана Великой Отечественной войны, прекрасного лётчика, Героя Советского Союза, заботливого наставника, ростившего отличных специалистов. Опыт, отточенный в боях с фашистами, высокий уровень знания авиационной техники, полученный в Военно-воздушной академии имени Жуковского, позволяют поставить его в один ряд с самыми известными людьми института, Военно-воздушных сил страны. Илья Михайлович — наша гордость, живая легенда авиации!

## Послевоенная биография
После войны занимался испытанием новейшей боевой техники, особенно отличился на испытаниях Ан-12, Ил-86 и Ан-22 «Антей», за это был удостоен ордена Трудового Красного Знамени и медали «За боевые заслуги». Участвовал в Вводе войск в Чехословакию (1968) и за героизм был награждён орденом Красной Звезды.
Похоронен на кладбище села Леониха Щёлковского района Московской области.

## Партийная деятельность
- Член ВКП(б) (с 1952 года КПСС) в 1944—1991 годах.
- Секретарь партийной организации Академии имени Жуковского.

## Память

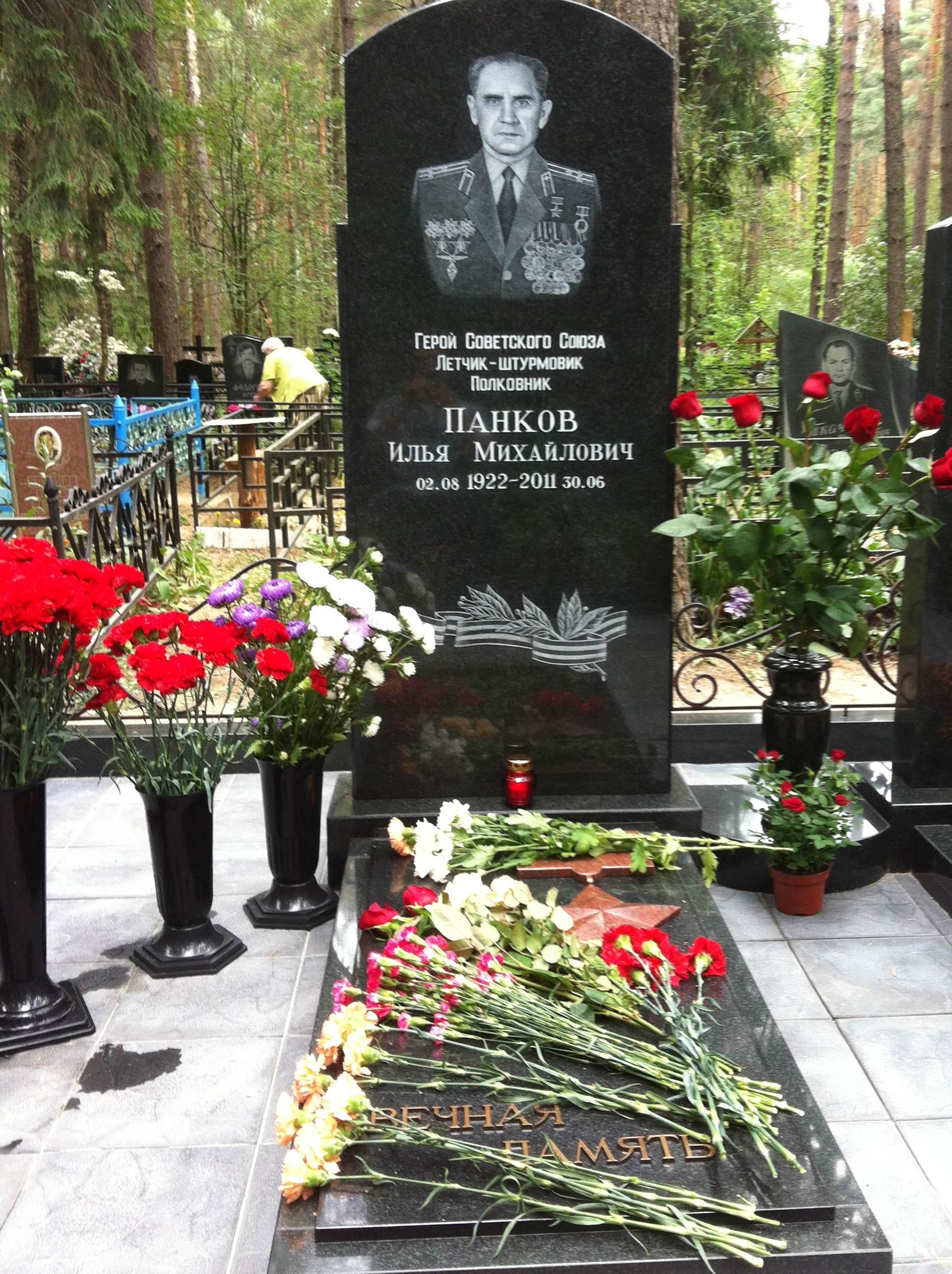
Памятник на кладбище деревни Леониха

- Памятник в городе Венёв на Аллее Героев.
- Мемориальная доска на доме, где жил Илья Михайлович, в посёлке Чкаловский.
- Среди школьников города Венёва учреждён диплом (имеет 3 степени) имени Панкова Ильи Михайловича за высокие результаты в военной подготовке.
- Переходящий кубок имени Панкова Ильи Михайловича в городе Венёве.

## Награды
- Медаль «Золотая Звезда» Героя Советского Союза (18 июля 1945, № 7970);
- орден Ленина (18 июля 1945);
- орден Красного Знамени (27 июля 1944);
- орден Красного Знамени (28 февраля 1945);
- орден Отечественной войны I степени (9 октября 1943);
- орден Отечественной войны I степени (11 марта 1985);
- орден Отечественной войны II степени (22 февраля 1945);
- орден Трудового Красного Знамени (23 декабря 1976);
- орден Красной Звезды (30 декабря 1956);
- орден Красной Звезды (21 февраля 1969);
- медаль «За боевые заслуги» (15 ноября 1950);
- медаль «В ознаменование 100-летия со дня рождения Владимира Ильича Ленина»;
- медаль «За Победу над Германией в Великой Отечественной войне 1941-1945 гг.»;
- медаль «20 лет Победы в Великой Отечественной войне 1941-1945 гг.»;
- медаль «30 лет Победы в Великой Отечественной войне 1941-1945 гг.»;
- медаль «40 лет Победы в Великой Отечественной войне 1941-1945 гг.»;
- медаль «50 лет Победы в Великой Отечественной войне 1941-1945 гг.»;
- медаль «60 лет Победы в Великой Отечественной войне 1941—1945 гг.»;
- медаль «65 лет Победы в Великой Отечественной войне 1941—1945 гг.»;
- медаль «За взятие Кёнигсберга»;
- медаль «Ветеран Вооружённых Сил СССР»;
- медаль «30 лет Советской Армии и Флота»;
- медаль «40 лет Вооружённых Сил СССР»;
- медаль «50 лет Вооружённых Сил СССР»;
- медаль «60 лет Вооружённых Сил СССР»;
- медаль «70 лет Вооружённых Сил СССР»;
- медаль «В память 800-летия Москвы»;
- медаль «В память 850-летия Москвы»;
- медаль «За безупречную службу» 1 степени;
- знаки за безаварийный налёт часов;
- знак воин-спортсмен 1-й степени;
- Почётный ветеран Подмосковья (2009);
- медаль «60 лет освобождения Республики Беларусь от немецко-фашистских захватчиков»;
- медаль «65 лет освобождения Республики Беларусь от немецко-фашистских захватчиков».